# 曾青霞

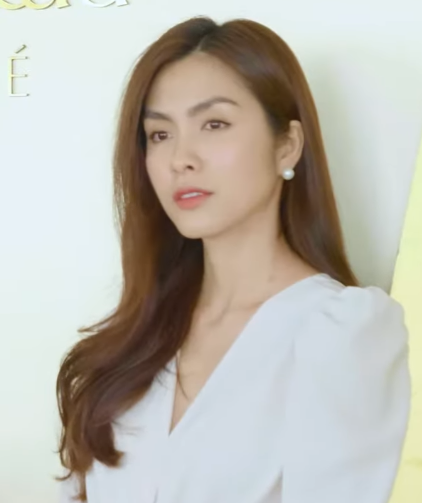
曾青霞

曾青霞（1986年10月24日—），是越南著名演員、模特兒。

## 生平
1986年10月24日出生在前江省鹅贡市社一个華人家庭。10岁时，因父亲经商失败，全家陷入困境，不得不起早贪黑帮母亲卖甘蔗水，送货。16岁时在母亲的鼓励下，走上了艺术道路。凭借不俗演技和干净形象，在越南娱乐圈里获得“玉女”称号。
2012年11月11日，曾青霞与越裔菲律宾商人Louis Nguyen结婚。